# Формула-Абарт
Формула-Абарт (до 2009 года — Формула-Аззурра) — гоночная серия с открытыми колёсами, существовавшая с 2009 по 2013 года.

## История
Формула-Аззурра была основана в 2005 году, поначалу в ней участвовали в основном итальянские пилоты. В 2010 году серия была переименована в Формулу-Абарт, к этому моменту в чемпионате начали выступать гонщики из других стран мира, в том числе из России. В 2011—2012 годах в рамках серии проводились соревнования в двух классах: итальянском и европейском. В 2013 году произошло слияние двух классов, а в 2014 году серия прекратила своё существование и была заменена Итальянской Формулой-4.

## Гоночные болиды
В чемпионате использовались болиды производства итальянской компании Tatuus, на них устанавливались двигатели Fiat 500 Abarth мощностью около 180 лошадиных сил. Шины поставляла южнокорейская компания Kumho.

## Результаты
| Сезон | Чемпион              | Отчёт         |
| ----- | -------------------- | ------------- |
| 2005  | Давиде Ригон         | Отчёт (англ.) |
| 2006  | Джузеппе Термине     | Отчёт (англ.) |
| 2007  | Сальваторе Чикателли | Отчёт (англ.) |
| 2008  | Эдоардо Либерати     | Отчёт (англ.) |
| 2009  | Альберто Черкуи      | Отчёт (англ.) |

| Сезон | Сезон  | Чемпион            | Второй             | Третий             | Команда чемпиона  | Чемпион нац. трофея | Отчёт         |
| ----- | ------ | ------------------ | ------------------ | ------------------ | ----------------- | ------------------- | ------------- |
| 2010  | 2010   | Брэндон Маисано    | Патрик Нидерхаузер | Раффаэле Марчьелло | Prema Junior      | Симоне Лагуинто     | Отчёт (англ.) |
| 2011  | Италия | Патрик Нидерхаузер | Сергей Сироткин    | Михаеэль Хече      | Jenzer Motorsport | Ёситака Курода      | Отчёт (англ.) |
| 2011  | Европа | Сергей Сироткин    | Патрик Нидерхаузер | Михаеэль Хече      | Jenzer Motorsport | Геррард Баррабеиг   | Отчёт (англ.) |
| 2012  | Италия | Николас Коста      | Лука Гьотто        | Бруно Бонифацио    | Euronova Racing   | —                   | Отчёт (англ.) |
| 2012  | Европа | Николас Коста      | Лука Гьотто        | Эмануэле Дзондзини | Euronova Racing   | Сантьяго Урритио    | Отчёт (англ.) |
| 2013  | 2013   | Алессио Ровера     | Мишель Беретта     | Симоне Лагуинто    | Cram Motorsport   | Сергей Трофимов     | Отчёт (англ.) |